# Bertrand Russell
Bertrand Arthur William Russell, från 1931 3:e earl Russell, född 18 maj 1872 i Trellech, Monmouthshire, Wales, död 2 februari 1970 i Penrhyndeudraeth, Gwynedd, Wales, var en brittisk filosof, logiker, matematiker, historiker och pacifist.

## Verk

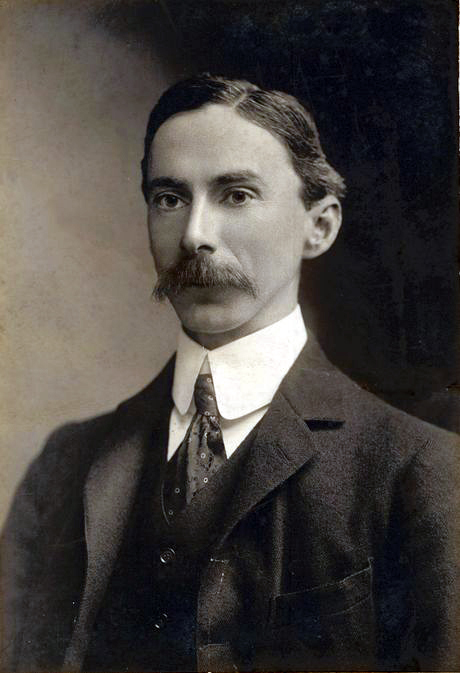
Bertrand Russell 1907, tre år före publiceringen av Principia Mathematica.

Russells magnum opus Principia Mathematica, från 1910, vilket tog närmare tio år att skriva, blev epokbildande inom matematikens och logikens historia. Medförfattare till arbetet var A.N. Whitehead, men skapandet av verkets tre massiva volymer var närmast uteslutande en prestation av Russell. Han erhöll Nobelpriset i litteratur år 1950 och blev under åren därefter känd för sina populärvetenskapligt skrivna debattböcker. 
Russells insatser kom att få stor betydelse för såväl den symboliska logiken som för den analytiska filosofin och han hade stor inverkan på den matematiska filosofin genom sitt arbete med logicism.
Hans arbeten har dessutom fått en ansenlig inverkan på områden som mängdlära, lingvistik, artificiell intelligens, datalogi och kognitionsvetenskap.
Bertrand Russell blev också en mycket läst och uppskattad författare med åsikter om moral och samhälle samt förmågan att på ett enkelt sätt beskriva vetenskap och filosofi. Han är också känd för sitt motstånd mot kärnvapen.

## Familj och ungdom
Russell var son till Katharine Russell och sonson till statsmannen lord John Russell. Vid den äldre brodern Franks död 1931 ärvde han dennes adelstitel. 
Russell studerade i Cambridge på 1890-talet, där han lärde känna den ett år yngre G.E. Moore, vilken omvände honom från idealism till realism, vilket innebar att han lämnade Bradleys filosofi, som var en variant av Hegels idealism.

## Logik, matematik och filosofisk analys
Logicismen är ett program i matematisk grundvalsforskning, som lär att matematik är detsamma som logik och kan härledas från denna. Den har sitt ursprung hos Gottlob Frege och Bertrand Russell. Logicismens syn, att matematikens innehåll kan reduceras till logik, framfördes av Bertrand Russell och Alfred Whitehead i Principia Mathematica, vars syfte var att slutgiltigt sammanföra den filosofiska logiken och matematiken.
Logicismen som filosofiskt program har betytt mycket för forskningen om matematikens grundvalar och för utvecklingen av den symboliska logiken. Logicismens huvudantagande, att matematik är detsamma som logik, fick en ny belysning av Gödels resultat om att inte ens aritmetiken kan ges en fullständig axiomatisk framställning; i varje system av samma karaktär som Principia Mathematica är det ofrånkomligt att det existerar sanna satser, vilka  inte kan bevisas. Det innebär inte att axiomatiska system är ointressanta, men att den övergripande filosofiska målsättningen måste modifieras.
Förutom att Russell bidrog till formallogiken och språkfilosofin räknas han, tillsammans med Locke, Berkeley och Hume, som en av de stora empiristerna. Hans empiristiska skepticism fick honom, liksom hans föregångare David Hume, att bland annat tvivla på Guds existens och själens odödlighet. Han avfärdade dessutom den filosofiska materialismen som metafysik på samma grunder. I sin populärfilosofiska bok History of Western Philosophy ansåg han dock att Humes filosofi till stora delar antagligen var sann, men Humes skepticism, exempelvis rörande kausalitet, vållade Russell stora problem. 
Russells mål att skapa en kunskapsteori (eller epistemologi) med nästan lika säkra premisser som inom matematiken visade sig dock vara ytterst svårt, ibland närmast omöjligt. Han kom dock fram till vissa intressanta teorier. Bland annat hävdade han 1916, även om en antydan till teorin redan fanns 1912 i Problems of Philosophy, tillsammans med Wittgenstein, att det vi kallar materia egentligen är en logisk konstruktion; baserade på de enskilda sinnesintryckens konstans och de relationer vi etablerar mellan de enskilda sinnesintrycken. Positivisten A.J. Ayer skulle senare komma att omfatta en liknande teori. I sin epistemologi skiljer Russell för övrigt mellan två former av kunskap: 1) Kunskap genom beskrivning och 2) kunskap genom bekantskap.
Russell menade att hans viktigaste bidrag till filosofin (i synnerhet den analytiska filosofin vilken han var med och grundade) är hans teori om bestämda beskrivningar ("definite descriptions"). Den lanserades 1905 i en uppsats med titeln "On Denoting" (ingick i tidskriften Mind). Russell menade att alla satser som innehåller bestämda beskrivningar kan formuleras om utan bestämda beskrivningar men med bibehållen mening. 
Som exempel tog Russell "Frankrikes nuvarande kung är skallig". Russell föreslog att detta betyder detsamma som "Det finns en individ x sådan att x är kung i Frankrike, och om y är kung i Frankrike så är x = y, och x är skallig". Den första meningen är därmed lika meningsfull som den andra, och dessutom är den, precis som den andra, falsk, eftersom Frankrike för närvarande inte har någon kung. 
Detta står i kontrast till Gottlob Frege, som hävdade att liknande meningar är meningsfulla men utan att referera till något, och att det därför inte går att tillskriva sådana meningar ett sanningsvärde. Russell formulerade principen att varje mening på formen K(Frankrikes nuvarande kung) av samma skäl måste vara falsk. Detta har kritiserats eftersom det medför svårigheten att icke K(Frankrikes nuvarande kung) således är sann, men om K är en godtycklig egenskap så kan en person använda K för det som en annan person kallar icke K, så att personerna får olika sanningsvärden. Ett exempel på detta är att precis som att "Frankrikes nuvarande kung är skallig" är falsk enligt Russell, så är "Frankrikes nuvarande kung har hår" också falsk enligt Russell, medan "Frankrikes nuvarande kung är inte skallig" är sann.
Russells teori om beskrivningar ger ett förslag till lösning på ett i sig viktigt problem inom språkfilosofin, men viktigare är att den kom att tjäna som en modell för hur logisk analys bör gå till. Mycket av filosofins utveckling mellan 1905 och 1950 kan ses som försök att tillämpa samma metod på problem om språk och vetenskap (analytisk filosofi, logisk positivism).
Efter andra världskriget gav inte Russell många verkliga bidrag till den professionella filosofin. Dels var det med ålderns rätt, men det var också med besvikelse han såg filosofin utvecklas åt ett annat håll än han önskade. Den senare Ludwig Wittgenstein och vardagsspråksfilosofin var en utveckling han hade svårt att acceptera.

## Populär skribent och politisk aktivist
Russell är berömd för sin förmåga som författare av populärvetenskaplig litteratur. Hans båda böcker Problems of Philosophy (1912) och History of Western Philosophy (1946) är än idag mycket lästa och respekterade introduktioner till filosofi. Russell kom att skriva om många andra ämnen än filosofi: ateism, icke-kristen moral och nya idéer om äktenskap var ämnen han gärna skrev om. Hans bok Till lättjans lov utmanade konventionella synsätt på arbete och arbetets värde. Russell var en uttalad ateist.
I boken "Political Ideals" lade Russell fram en syndikalistiskt inspirerad, decentralistisk vision om ett samhälle där den mänskliga kreativiteten är det som bör främjas och där människans underkastelse under ekonomiska nödvändigheter är undanröjd.
Verket History of Western Philosophy anses starkt ha bidragit till att Russell fick Nobelpriset i litteratur 1950. Verket är översatt till en rad språk och sålt i stora upplagor. Verket är även bland annat översatt till tyska, franska, spanska, svenska, danska, finska, ryska (1997), kinesiska (1996), portugisiska, italienska, polska (1990) och nederländska. Den svenska översättningen gjordes av professor Alf Ahlberg.
En stor del av Bertrand Russells sista år upptogs av aktivism för fred och mot kärnvapen, vilket gjorde honom betydligt mer känd än hans arbeten inom filosofi och matematik hade gjort. 1955 skrev han tillsammans med Albert Einstein ett manifest, Russell-Einsteinmanifestet, som ledde till Pugwashrörelsens grundande. Han tog också initiativ till den så kallade Russelltribunalen, som hölls 1967 i Stockholm och Roskilde om USA:s agerande i Vietnamkriget.
Russell uppmärksammade befolkningsökningen. År 1950 skrev han "Så länge vi betraktar mänskligheten som ett helt... ser vi klart vad som borde göras åt befolkningsproblemet. Det borde anordnas allmän undervisning i födelsekontroll, och folk som skaffade sig för många barn borde straffas. Med dessa medel skulle en regering lätt kunna sätta stopp för folkökningen inom en generation". Russell konstaterade dock att problemet hanterades på nationsnivå, och på olika sätt i olika länder. Han skriver att "myndigheter i alla länder med hög nativitet till fullo inser befolkningsproblemets stora betydelse", men bagatelliserar det "av fruktan för att såra" människor, ett förhållningssätt han förkastar. Russell avslutar; "det viktigaste västerländska värdet är vanan att hålla nativiteten nere på en låg nivå" - om inte detta värde sprids, "måste också krig, svält och farsoter fortsätta".

## Eftermäle
Asteroiden 13053 Bertrandrussell är uppkallad efter honom.

## Svenska översättningar

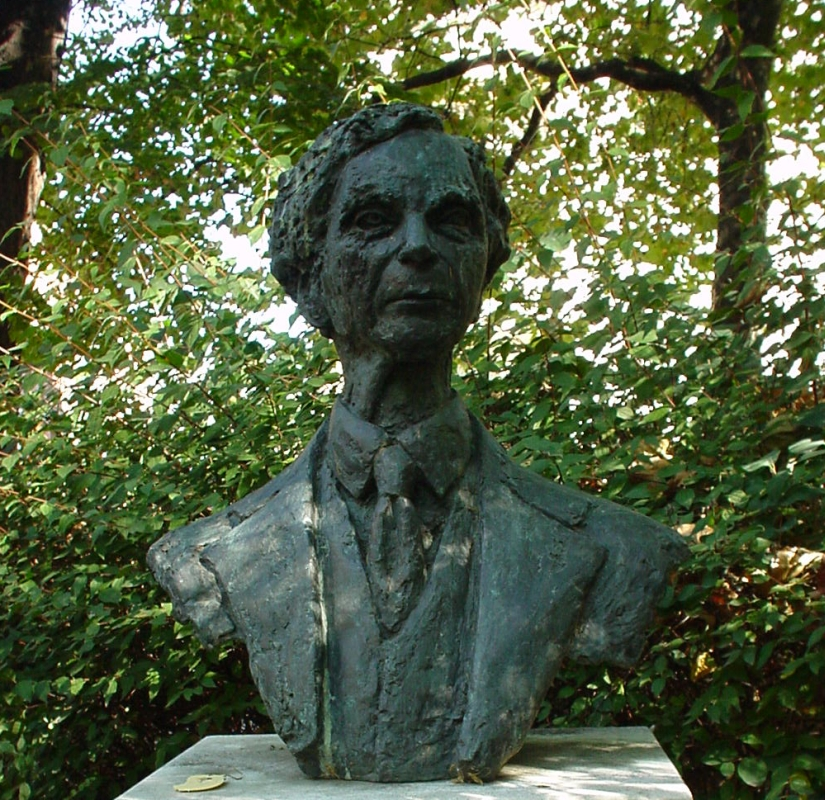
Byst föreställande Bertrand Russell på Red Lion Square i Camden, London.

(Förlag Natur & kultur, om ej annat anges)
- Världens återuppbyggande (Principles of social reconstruction) (översättning August Carr, Svenska andelsbolaget, 1918)
- Vägar till frihet: socialism, anarkism och syndikalism (översättning August Carr, Svenska andelsbolaget, 1919)
- Bolsjevismen i teori och praktik (The practice and theory of bolshevism) (översättning Else Kleen, Norstedt, 1921)
- Filosofiens problem (The problems of philosophy) (översättning August Carr, Tiden, 1922)
- Daedalus och Icarus eller Vetenskapen och framtiden (tillsammans med J. B. S Haldane) (översättning August Carr, Geber, 1924)
- Den nya filosofien (An outline of philosophy) (översättning Alf Ahlberg, 1928)
- Äktenskap och moral (Marriage and morals) (översättning Alf Ahlberg, 1930)
- Nutidsmänniskan inför vetenskapen (The scientific outlook) (översättning Alf Ahlberg, 1931)
- Hur nutidsmänniskan blir lycklig (The conquest of happiness) (översättning Alf Ahlberg, 1931)
- Uppfostran för livet (Education and the good life) (översättning Robert Thornell, 1933). Översättningen reviderad av Harry Järv (1951)
- Vägen till freden (Which way to peace?) (översättning Carl-Fredrik Palmstierna, Bonnier, 1937)
- Till lättjans lov (In praise of idleness) (översättning Alf Ahlberg, 1937)
- Religion och vetenskap (Religion and science) (översättning Åke Malmström, 1937)
- Makt: en analys av dess roll i samhället (Power) (översättning Paul Gemer, 1939)
- Västerlandets filosofi och dess samband med den politiska och sociala utvecklingen (History of western philosophy and its connection with political and social circumstances from the earliest times to the present day) (översättning Alf Ahlberg, 1948)
- Samhället och individen (Authority and individual) (översättning Anders Byttner, 1949)
- Skeptiska essäer (Sceptical essays) (översättning Anders Byttner, 1950)
- Den mänskliga kunskapen: dess omfattning och gränser (Human knowledge: its scope and limits) (översättning Solveig och John Landquist, 1950)
- Filosofi för lekmän och andra essäer (Unpopular essays) (översättning Anders Byttner, 1950)
- Mänskligheten vid skiljevägen (New hopes for a changing world) (översättning Karl Hylander, 1951)
- Vetenskap och samhälle (The impact of science on society) (översättning Anders Byttner, 1952)
- Satan i sovstaden och andra berättelser (Satan in the suburbs) (översättning Anders Byttner, Natur och kultur, 1953)
- Mystik och logik och andra essäer (Mysticism and logic) (översättning Anders Byttner, Natur och kultur, 1954)
- Moral och politik (Human society in ethics and politics) (översättning Anders Byttner, 1955)
- Möte med minnen (Portraits from memory) (översättning Anders Byttner, 1956)
- Varför jag inte är kristen och andra essäer om religion och besläktade ämnen (Why I am not a Christian and other essays on religion and related subjects) (översättning Anders Byttner, 1958)
- Relativitetsteorins ABC (The ABC of relativity) (reviderad och utgiven av Felix Pirani) (översättning Anders Byttner, 1960)
- Min filosofiska utveckling (My philosophical development) (översättning Alf Ahlberg och Anders Byttner, 1960)
- Västerlandets visdom: den västerländska filosofins historia mot social och politisk bakgrund (Wisdom of the West) (översättning Anders Byttner, Forum, 1961)
- Har människan en framtid? (Has man a future?) (översättning Anders Byttner och Sten Söderberg, Natur och kultur, 1962)
- Politiska ideal (Political ideals) (översättning Anders Byttner, 1963)
- Fakta och fantasi (Fact & fiction) (översättning Anders Byttner, 1964)
- Strid för freden: tal & artiklar 1964-66 (anonym översättning?, Cavefors, 1967)
- Memoarer (The autobiography of Bertrand Russell) (översättning Anders Byttner [del 1], Roland Adlerberth [del 2-3], Natur och kultur, 1967-1969)
- l: Bäste Bertrand Russell: ett urval ur hans brevväxling med allmänheten 1950-68 (Dear Bertrand Russell ...) (översättning Roland Adlerberth, Natur och kultur, 1970)
- Mardrömmar (Nightmares) (översättning Per Olof Hagberg, Janus, 1987)

## Böcker på svenska om Russell
- Bertrand Russell, av A.C. Grayling, Fri Tanke, 2015 (Originalets titel: Russel: A Very Short Introduction, Oxford University Press, 2002) , [7]